# Najwyżej położone schroniska w Sudetach Polskich
Najwyżej położone schroniska turystyczne w Sudetach Polskich – zestawienie najwyżej położonych (powyżej 1000 m n.p.m.) schronisk turystycznych w obecnych granicach Polski. 
| Schronisko turystyczne                                   | Wysokość [m n.p.m.] | Pasmo górskie   |
| Schronisko Górskie „Dom Śląski” na Przełęczy pod Śnieżką | 1400 m n.p.m.       | Karkonosze      |
| Schronisko na Szrenicy                                   | 1362 m n.p.m.       | Karkonosze      |
| Schronisko PTTK „Strzecha Akademicka”                    | 1258 m n.p.m.       | Karkonosze      |
| Schronisko PTTK „Odrodzenie” na Przełęczy Karkonoskiej   | 1236 m n.p.m.       | Karkonosze      |
| Schronisko PTTK „Na Śnieżniku”                           | 1218 m n.p.m.       | Masyw Śnieżnika |
| Schronisko PTTK na Hali Szrenickiej                      | 1195 m n.p.m.       | Karkonosze      |
| Schronisko PTTK „Samotnia”                               | 1195 m n.p.m.       | Karkonosze      |
| Schronisko PTTK „Pod Łabskim Szczytem”                   | 1168 m n.p.m.       | Karkonosze      |
| Schronisko PTTK na Stogu Izerskim                        | 1060 m n.p.m.       | Góry Izerskie   |
| Schronisko PTTK na Przełęczy Okraj                       | 1046 m n.p.m.       | Karkonosze      |
| Schronisko PTTK „Nad Łomniczką”                          | 1002 m n.p.m.       | Karkonosze      |

Po 1945 istniały jeszcze następujące schroniska, położone powyżej 1000 m n.p.m.:
- Schronisko na Śnieżce - do lat 60. (obecny obiekt na Śnieżce - Wysokogórskie Obserwatorium Meteorologiczne - nie jest schroniskiem turystycznym, gdyż nie prowadzi usług noclegowych),
- Schronisko „Nad Śnieżnymi Kotłami” (1490 m n.p.m.) - do 1961,
- Schronisko na Starej Polanie (1067 m n.p.m.) - do 1966.